# 小林正次
小林 正次（こばやし まさつぐ、1902年8月16日 - 1975年10月31日）は、日本の技術者、工学博士。元日本電気（NEC）専務取締役。元慶應義塾大学工学部教授。

## 経歴
岡山県久米郡加美村字亀甲（現・久米郡美咲町）生まれ。父親が広島で郡長、のち広島赤十字社主事等になったため広島県比婆郡庄原町（現庄原市）や府中市他で育つ。
1917年、福山中学校（現・福山誠之館高校）から広島高師附属中学（現・広島大学附属高校）に転入、第八高等学校を経て東京帝国大学工学部電気工学科卒業(1926年)。同年日本電気（NEC）入社。大学の先輩・丹羽保次郎が優秀な大学卒を採用するという方針で入社した第一期で、英才の誉れ高い小林が引っぱられたものであった。嶋津保次郎は前年、小林宏治は3年後の入社で、この時期入社した彼ら優秀な技術者が日本電気の技術と経営に重要な役割を果たした。当時は弱電専門の大学出の工学士は少なく、また従業員1000人足らずの民間会社に就職するのも珍しかったという。

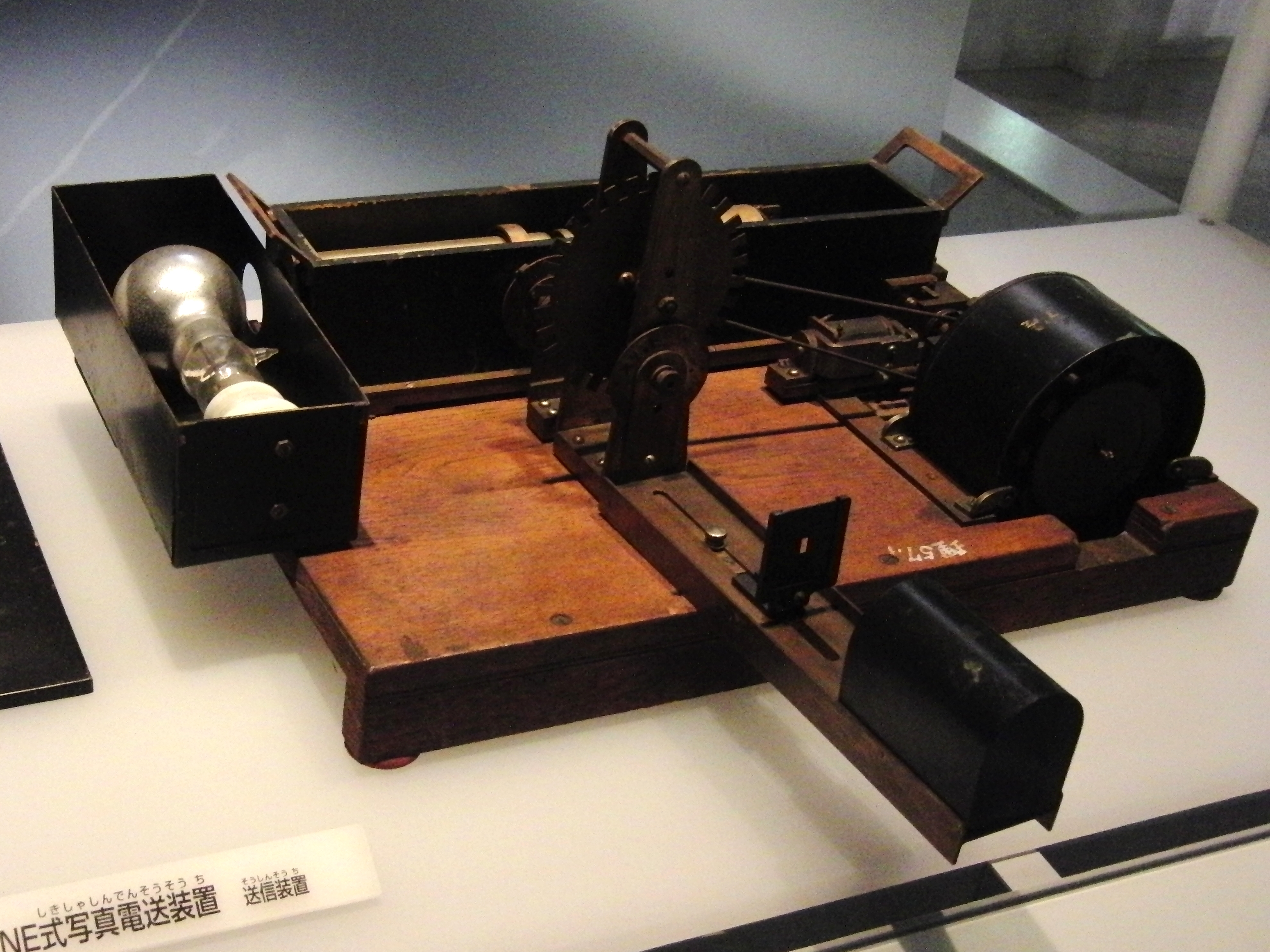
NE式写真電送装置（ファクシミリ）の送信装置。国立科学博物館の展示。

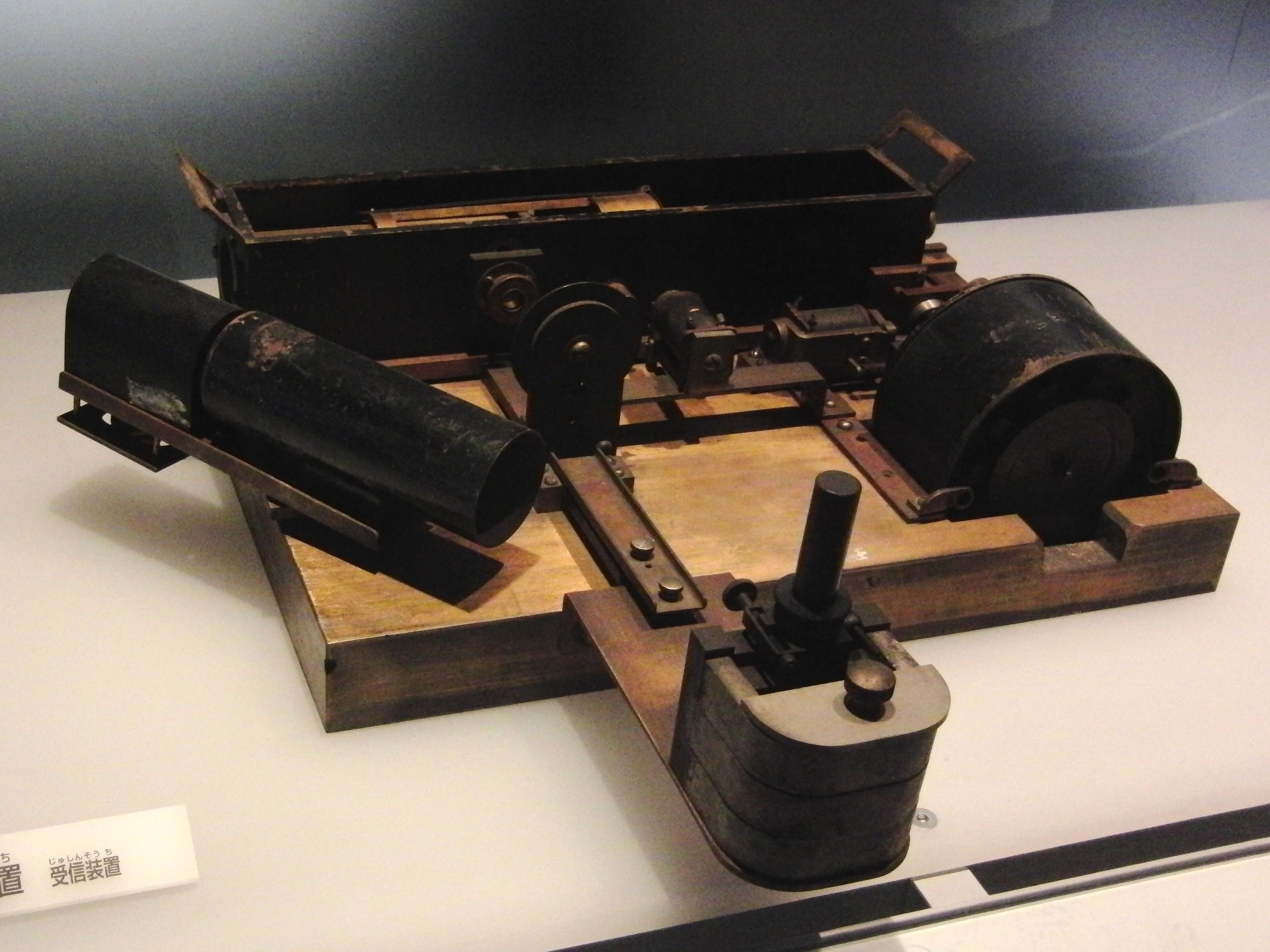
NE式写真電送装置（ファクシミリ）の受信装置。国立科学博物館の展示。

技術部伝送実験室主任となった1928年、上司・丹羽と共に日本のファクシミリ実用化第1号・NE式写真電送機を開発。これは同年11月10日に行われた昭和天皇の即位儀式を京都から東京に伝送した。その後も電送写真と真空管開発を主に手掛け、大出力放送機（20KW水冷式放送管(1933年)、100KW送信管(1934年)）や50KW短波送信管(1937年)等を開発、日本の放送事業・通信事業発展に寄与した。日本電気の真空管開発は、小林の欧米視察からの帰国と共に始まったものであった。また電気通信機材料と稀有金属との密接な関係から、鉱石製錬の国産化を発意し多くの新材料、部品を生んだ。これらは戦後、トランジスタ、IC、LSI等の事業において、戦後の日本電気の基礎を作った。
1937年、東京帝国大学から同社社員で初めて工学博士を得る。当時はメーカーの技師が学位を得るのは稀であった。論文名は　「電氣的周波数分析器の研究」であった。 同年中央研究所副所長。1939年、訪欧の際、たまたまテレビを見ている時に飛行機の飛来によってテレビの画像が崩れたことから、電波探知機（レーダー）開発のヒントを得る。このためテレビ開発から一転して電波探知機の開発に向かう。戦中は陸海軍の電波兵器研究開発に大きく関与した。
戦後は丹羽の後継として1945年中央研究所長に就任。1947年に取締役を兼任し、1948年には技師長も兼任した。1949年に研究所は閉鎖されるが、1953年再開され再び所長となる。1959年、半導体開発事業を立ち上げるなど、1950年代の日本電気の事業拡大に貢献した。1952年「発明50傑」に選出される。1958年日本学術会議会員。1956年に常務取締役となり、1961年専務取締役に選ばれる。1962年に取締役を退任し顧問となる。
1963年慶應義塾大学工学部電気工学科教授就任。1968年同大学特選塾員に推挙。1970年停年退職。この間、科学技術庁電子技術審議会会長として1967年の電子航法研究所新設に尽力し、先進国に大きく遅れた電子航法技術発展に寄与する。1971年、戦中から続いた電写研究会を発展的に解消し、画像電子学会を発足させ初代会長に就任、画像電子工学発展に寄与した。1972年に中部工業大学教授となる。
防衛庁技術研究本部技術顧問時には、レーザー研究の教示やフライトシミュレータ開発等を指導した。その他、水中測深機（音響測深機、戦後魚群探知機に発展）、無人標的機（ラジコン）初期開発等に参画した。晩年には太陽エネルギーや砂漠、海洋開発に関心を寄せ、黒潮発電を提唱するなどの活動をおこなった。日本の電子技術先達の一人で日本電気、大学教授を通じ多くの技術者・後進を育てた。関本忠弘らは日本電気研究所長時代の直属の部下であった。
1975年逝去。没後、従四位に叙される。

## 賞歴
- 1933年 - 恩賜記念賞、帝国発明協会進歩賞
- 1951年 - 藍綬褒章
- 1957年- 電気学会浅野賞
- 1972年 - 勲二等瑞宝章

## 著書
- 『真空管』（1948年）
- 『技術開発のあり方』 日刊工業新聞社（1964年）
- 『電子と波―エレクトロニクスの基礎』藤岡知夫共著（1970年）
- 『海洋エレクトロニクス』小林正次他 日刊工業新聞社（1971年）
- 『電子と波―エレクトロニクスの基礎』 藤岡知夫共著（1978年）
- 『波と情報―通信工学の基礎』 藤岡知夫共著 河出書房新社（1980年）